# هاماماتسو فوتونیکس
هاماماتسو فوتونیکس (انگلیسی: Hamamatsu Photonics) شرکت الکترونیک ژاپنی است، که در سال ۱۹۵۳ تأسیس شد.